# Шаджар ад-Дурр
Шаджар ад-Дурр (араб. شجر الدر‎ , «Жемчужное дерево»), также Умм Халил (араб. أم خليل‎, мать Халила; ? — 28 апреля 1257 года, Каир) — султан Египта. Шаджар ад-Дурр была женой ас-Салиха Айюба, египетского султана из династии Айюбидов, а затем султана Изеддина Айбека из мамлюкской династии Бахритов.
Шаджар играла важную роль во время Седьмого крестового похода против Египта (1249—1250) после смерти своего первого мужа. Она возвела на престол своего пасынка, Туран-шаха. После того, как Туран-шах был свергнут, мамлюки выбрали Шаджар султаном Египта (2 мая 1250 года). Это ознаменовало окончание правления Айюбидов и начало эпохи мамлюков. Однако сирийские Айюбиды не признали султаном женщину, их поддержал аббасидский халиф аль-Мустасим, бывший высшим авторитетом для мусульман. По решению мамлюков Салихия (служивших султану ас-Салиху Айюбу) Шаджар ад-Дурр стала женой мамлюкского эмира Айбека. Конфликт с мужем из-за его первой жены, усугубившийся желанием Шаджар править за спиной мужа окончился убийством Айбека. Шаджар ад-Дурр была арестована. Через несколько дней её тело обнаружилось во рву под стенами цитадели Каира. Шаджар аль-Дурр похоронена в мавзолее, ранее построенном ею в Каире.

## Биография

### Происхождение и ранние годы
Источники писали о тюркском происхождении Шаджар ад-Дурр, однако упоминали, что некоторые считают её армянкой. Современные историки чаще всего пишут о её турецком (тюркском) происхождении, хотя версия армянского происхождения тоже поддерживается. Историки отмечали её красоту, благочестие и ум. Шаджар ад-Дурр была рабыней-кайной, её приобрёл Ас-Салих Айюб в Леванте ещё до того, как он стал султаном. В 1239 году во время конфликта со своим братом аль-Адилем Ас-Салих Айюб был взят в плен в Наблусе и отправлен в замок Эль-Карак. В плену вместе с ним были мамлюк по имени Рукн ад-Дин Байбарс и Шаджар ад-Дурр. Шаджар родила сына Халила (аль-Малика аль-Мансура) от Ас-Салиха. Это произошло либо в заключении, либо немного позже, когда Ас-Салих Айюб стал султаном в 1240 году и привёз Шаджар в Египет. Она подписывала официальные документы и султанские указы именем «Валидат Халил». Возможно, что Ас-Салих Айюб женился на ней через некоторое время после рождения сына.

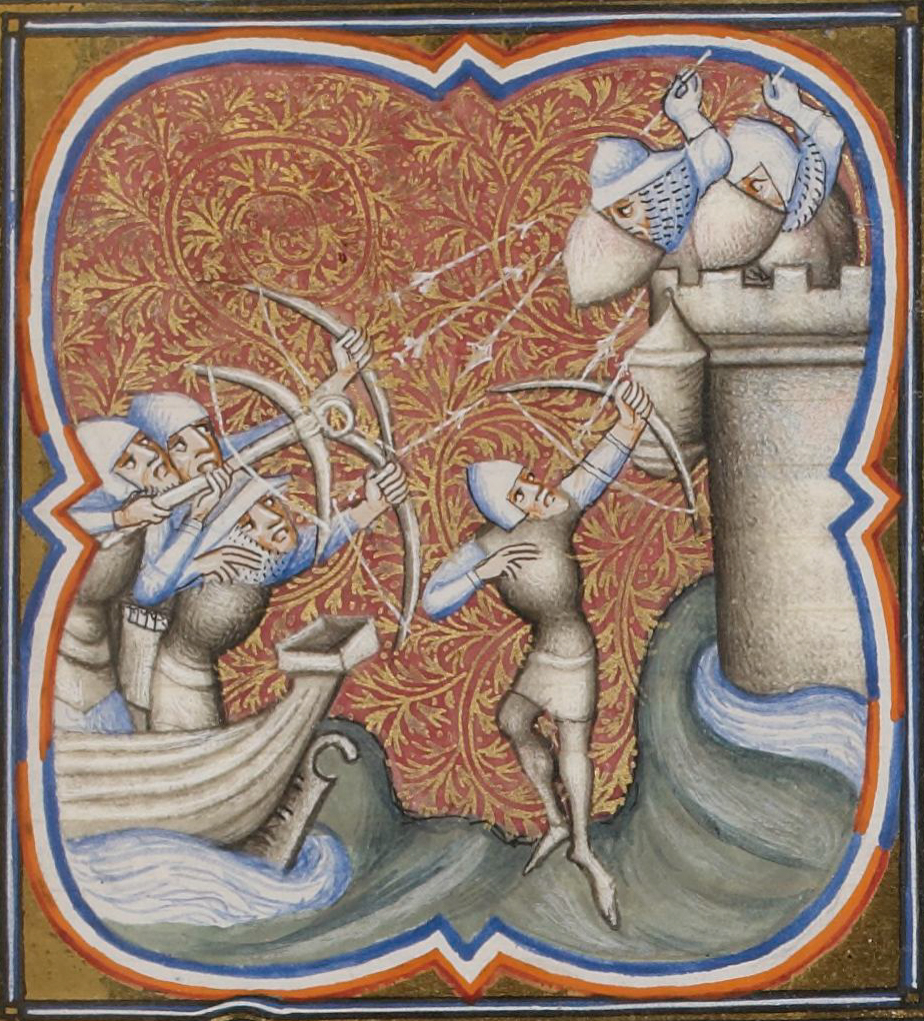
Крестоносцы у Дамиетты.
Большие Французские Хроники XIV века
(Français 2813, folio 281)

В апреле 1249 года Ас-Салих Айюб, заболевший ещё в Сирии, вернулся в Египет и отправился в деревню Ашмум-Танах (Бахр аль-Сагир) близ Дамиетты, поскольку узнал, что король Людовик IX собрал армию крестоносцев на Кипре и собрался напасть на Египет. Считается, что о планах короля Аc-Салиху сообщил Фридрих II, состоявший с ним в дружеской переписке. В июне 1249 года крестоносцы высадились в Дамиетте, расположенной в устье Нила. Египетский гарнизон Дамиетты во главе с эмиром Фахреддином, покинув город, отправился в Ашмум. Вероятно, Фахреддин ушёл из Дамиетты, посчитав, что султан умер, так как некоторое время не получал от него сообщений. Жуанвиль писал: «Сарацины трижды доносили султану голубиной почтой о прибытии короля, не получая от него никаких вестей, ибо султан продолжал болеть; и увидав это, они решили, что султан скончался, и оставили Дамьетту». Источники называют причиной смерти Ас-Салиха туберкулёз и язву в паху. Ас-Салиха Айюба доставили на носилках в его дворец в городе Эль-Мансура, где он скончался 22 или 23 ноября 1249 года после десятилетнего правления Египтом. Шаджар ад-Дурр сообщила о смерти султана эмиру Фахреддину Юсуфу (командующему египетской армией) и Таваши Джамал ад-Дину Мухсину (главному евнуху), вместе они решили скрыть факт кончины султана ввиду нападения крестоносцев. Тело султана в гробу было тайно доставлено на лодке к замку, построенному Аль-Салихом на острове Аль-Руда на Ниле. Позже султан Айбек похоронил Ас-Салиха Айюба в гробнице, которая была построена самим Ас-Салихом возле его медресе в районе Бэйн-эль-Кашрейна в Каире.
Хотя умерший султан не оставил никаких распоряжений о том, кто должен быть его наследником, Шаджар ад-Дурр отправила Фарис ад-Дина Актая в Хасанкейф, чтобы вызвать Аль-Муаззама Тураншаха, сына Айюба. Аль-Муаззам Тураншах был наместником своего отца в Хасанкейфе. По одной версии, ещё до своей смерти султан подписал множество чистых листов для указов (по словам Аль-Макризи, их было до 10 000), и эти бумаги использовали Шаджар ад-Дурр и эмир Фахреддином, которые издавали указы от имени султана. По другой версии, они подделывали его подпись. Согласно источникам, для подделки султанских документов Шаджар ад-Дурр использовала слугу по имени Сохайл, и вместе им удалось убедить народ и других чиновников, что султан всего лишь болен. Султану продолжали готовить пищу и относить её в шатер. Высоким должностным лицам, мамлюкам султана и солдатам было приказано (якобы по воле «больного» султана) присягнуть на верность новому султану, его наследнику Тураншаху, и Атабеку Фахреддину. Поскольку Ас-Салих Айюб не сделал никаких распоряжений относительно своего преемника, именно Шаджар-эль-Дурр выбрала Тураншаха наследником после смерти султана.

### Окончание Седьмого крестового похода

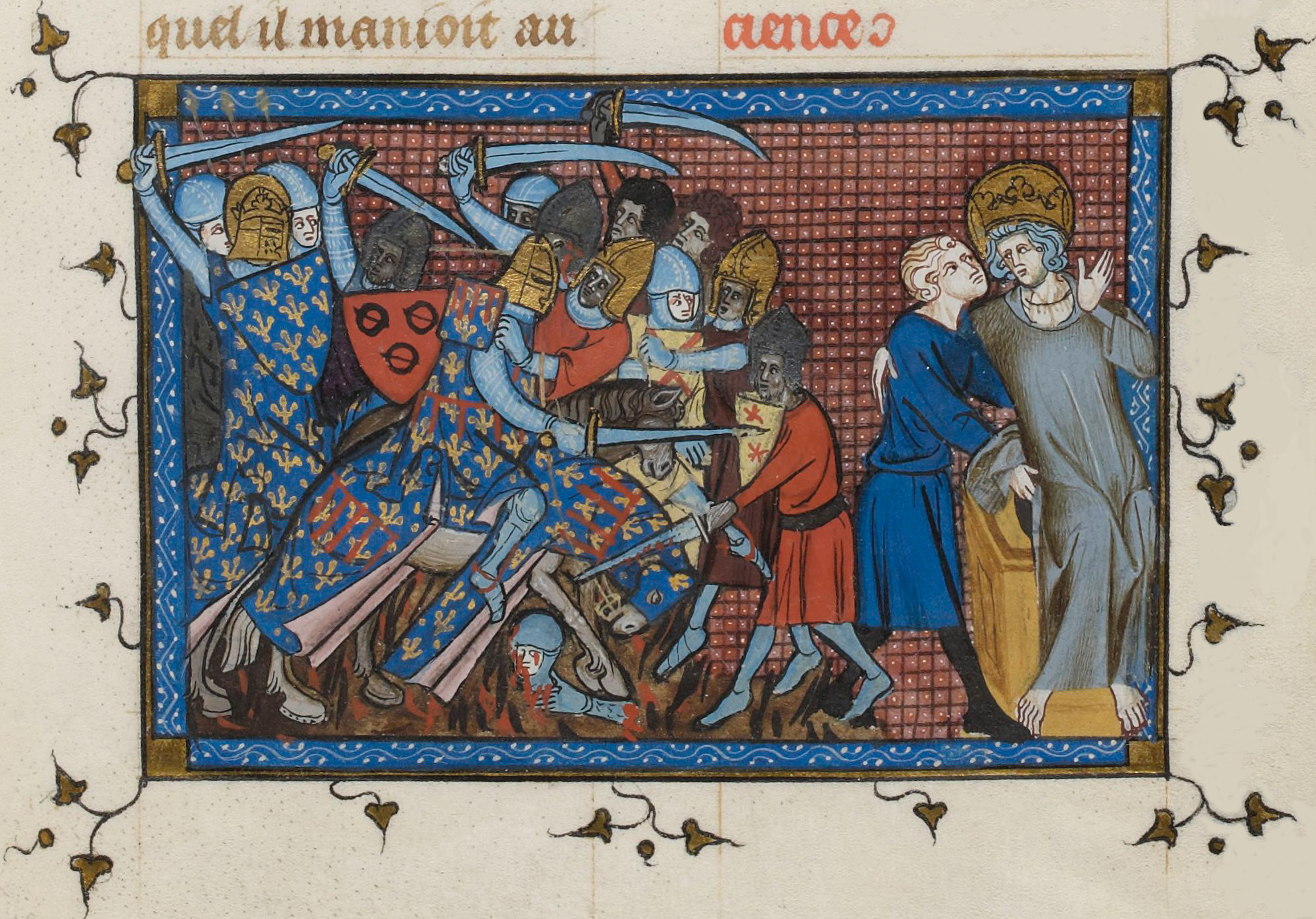
Битва при Аль-Мансуре.
Гийом де Сен-Патю,
(BNF, Français 22495)
«Житие Людовика Святого»,
между 1330 и 1340

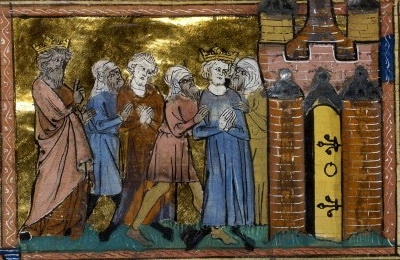
Пленение Людовика IX.
Гийом де Сен-Патю,
(BNF, Français 22495, fol. 294v)
«Житие Людовика Святого»,
между 1330 и 1340

Слухи о смерти Ас-Салиха Айюба достигли крестоносцев в Дамиетте. В христианском лагере об этом стало известно ранее, чем в египетском. Когда вице-султан Хоссам ад-Дин усомнился в султанской подписи, сделанной слугой Сохаилом, ему сообщили, что султан, вероятно, мёртв. Многие заметили, что эмир Фахреддин действовал как правитель, и предположили, что султан умер, но не осмелились высказываться. По словам Абу аль-Фиды, многие поняли, что султан умер, когда в Хасанкейф отправили посланников за Тураншахом. С приходом подкреплений под началом графа Альфонса де Пуатье, брата Людовика IX, крестоносцы решили отправиться в поход на Каир. По словам Макризи, «предатель» показал «франкам» брод через канал Ашмум (Бахр аль-Сагир). 8 февраля войско крестоносцев во главе с другим братом Людовика IX, Робером I Артуа, пересекло канал Ашмум и напало на египетский лагерь в Гидеиле, в 3 км от Эль-Мансуры. Во время этого нападения Эмир Фахреддин был в бане, он попытался сражаться, но был без доспехов, а на его коне не оказалось узды. Эмир был окружён противниками и погиб. Крестоносцы направились в сторону Эль-Мансуры. Шаджар ад-Дурр согласилась с планом Бейбарса по защите города. 9 февраля крестоносцы попали в ловушку внутри города и были разбиты, брат Людовика, Робер Артуа, погиб. По словам Аль-Макризи, всего тогда погибло около 1500 крестоносцев. Среди оборонявших Эль-Мансуру были Бейбарс аль-Бундукдари, Иззеддин Айбек и Калаун аль-Мансур, возглавлял их Фарис Ад-Дин Актай.
28 февраля 1250 года Тураншах прибыл в Египет и был возведён на престол в Эль-Сальхии. Судья по вопросам коронации Бадр ад-Дин аль-Синьари ждал Тураншаха в Газе. Из Газы они отправились в Эль-Сальхию, где их ждал вице-султан Хоссам ад-Дин, поскольку не было времени ехать в Каир. С приездом Тураншаха Шаджар ад-Дурр объявила о смерти султана Ас-Салиха. Тураншах направился прямо к Эль-Мансуре, 6 апреля 1250 года крестоносцы были разгромлены в битве при Фарискуре, а Людовик IX был взят в плен.

### Конфликт с Тураншахом

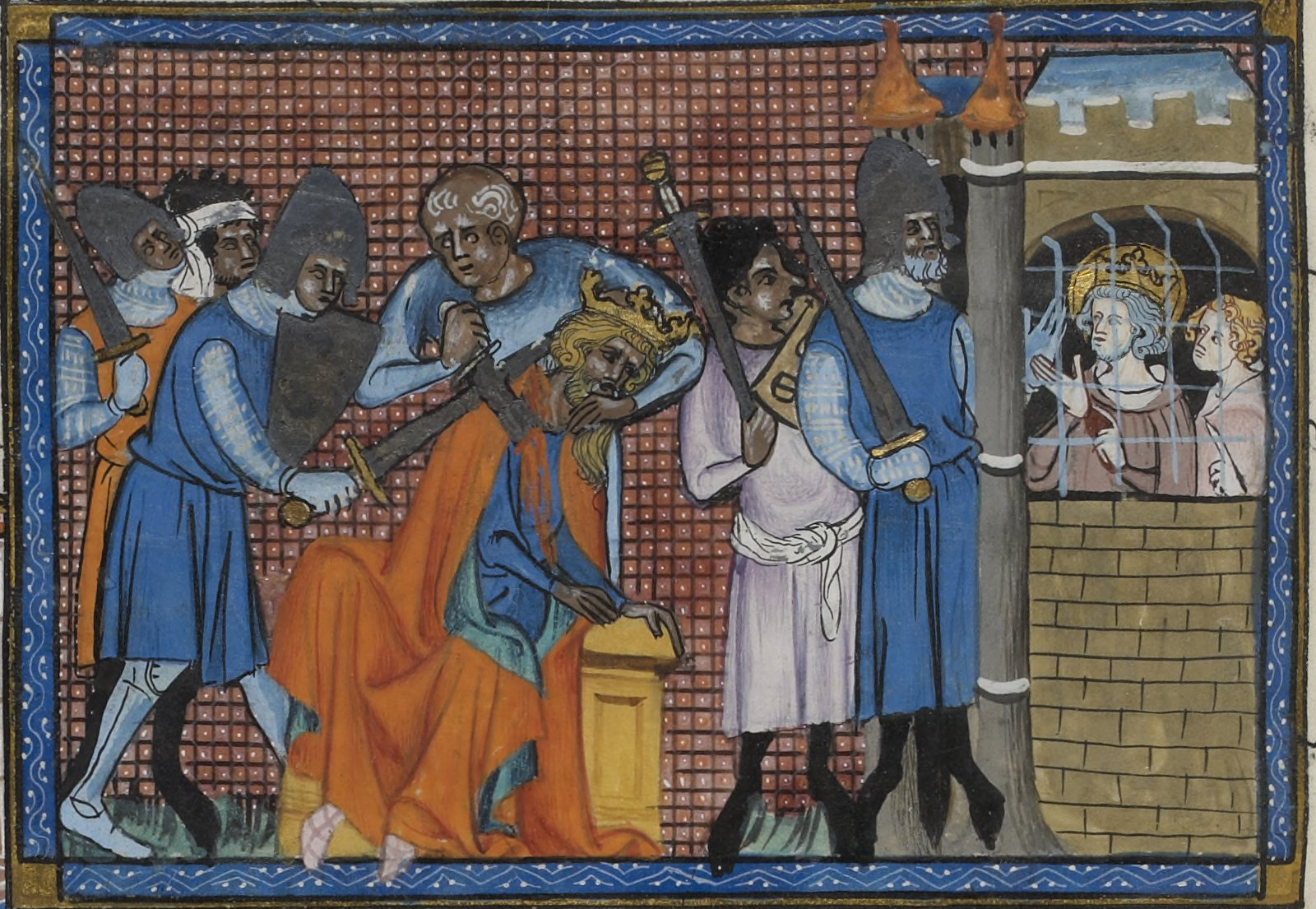
Убийство Туран-шаха.
Гийом де Сен-Патю,
(BNF, Français 22495)
«Житие Людовика Святого»,
между 1330 и 1340

Как только крестоносцы были разбиты, а Людовик IX пленён, начались проблемы в отношениях между Тураншахом, с одной стороны, и Шаджар ад-Дурр и мамлюками, с другой стороны. Тураншах, зная, что он не сможет стать полноценным правителем, пока Шаджар ад-Дурр, мамлюки и старая гвардия его покойного отца находятся рядом, сместил некоторых чиновников и начал заменять высшие должностные лица (включая заместителя султана) своими сторонниками, прибывшими с ним из Хасанкейфа. Например, вице-султана Хоссама ад-Дина Тураншах заменил Джамалем ад-Дином Акушем. Как писал Жуанвиль, «после смерти султана эмиры сразу же послали за сыном; и как только он прибыл в Египет, он отстранил сенешаля своего отца, коннетабля и маршала, отобрал у них золотые жезлы и передал тем, кто с ним приехал с Востока». Затем он отправил сообщение Шаджар ад-Дурр в Иерусалим, требуя передать ему ценности, принадлежавшие Ас-Салиху. Требования Тураншаха и его тон рассердили Шаджар ад-Дурр, и она пожаловалась мамлюкам на угрозы и неблагодарность Тураншаха. С учётом того, что Шаджар ад-Дурр защитила Египет во время Седьмого Крестового похода, сохранила престол Айюбидов и сделала Тураншаха султаном в его отсутствие, поведение Тураншаха привело мамлюков, особенно их лидера Фарис ад-Дина Актая в ярость. К тому же, Фарис ад-Дин Актай имел и личные претензии к Тураншаху, потому что тот не выполнил данное в Хасанкейфе обещание повысить его до чина эмира. Кроме того, Тураншах употреблял алкоголь, а будучи пьяным, оскорблял слуг и рабов своего отца и угрожал мамлюкам. Называя имена разных мамлюков, он размахивал мечом, приговаривая: «Вот, что я буду делать с Бахритами». В итоге Тураншах, последний из султанов-Айюбидов, был убит мамлюками во главе с Бейбарсом в Фарискуре 2 мая 1250 года. Описание смерти Тураншаха приводят Макризи и Жуанвиль, последний был её очевидцем. По их словам, Бейбарс ударил Тураншаха мечом, но тот увернулся и меч отрубил ему пальцы на правой руке. Тураншах спрятался в построенной им на берегу деревянной башне, её подожгли, и ему пришлось прыгнуть в воду, где его и добили. Как пишет Макризи: он «принял смерть от железа, огня и воды».

### Вершина карьеры
После убийства Тураншаха мамлюки и эмиры встретились в султанском шатре и решили поставить Шаджар ад-Дурр новым монархом с Изеддином Айбеком в качестве атабека. Айбек не принадлежал к элите мамлюков Бахрийя, его посчитали слабым и покорным человеком. О плане сообщили Шаджар ад-Дурр, которая находилась в Каирской цитадели, и она согласилась. По словам арабского хрониста Ибн Васила, служившего у Фахреддина,Шаджар ад-Дурр стала титулярным правителем государства. Была изготовлена султанская печать с надписью «Умм Халил», и от имени Шаджар ад-Дурр как султана Каирского и всего Египта была произнесена хутба. «Умм Халил» (أم خليل) также «Валидат Халил» (والدة خليل) означает «мать Халила» (умершего во младенчестве сына Шаджар от султана ас-Салиха Айюба)
Шаджар ад-Дурр приняла тронное имя «аль-Малика Исмат ад-Дин Умм-Халил Шаджар ад-Дурр» с несколькими дополнительными титулами, такими как «Маликат аль-Муслимин» (царица мусульман) и «Валидат аль-Малик аль Мансур Халил Эмир аль-Моаминин» (Мать аль-Малик аль-Мансура Халил Эмира правоверных). Она упоминалась в пятничных молитвах в мечетях как «Умм аль-Малик халиль» (Мать аль-Малик Халил) и «Сахибат аль-Малик Ас-Салих» (жена аль-Малика Ас-Салиха) и под другими именами. От её имени производилась чеканка монеты, указы подписывались именем «Валидат Халил». Использование титулов обуславливалось стремлением Шаджар ад-Дурр подтвердить законность притязаний, укрепить позиции наследницы и правителя.
После принесения оммажа Шаджар ад-Дурр, эмир Хоссам ад-Дин был отправлен к пленённому королю Людовику IX в тюрьму в Аль-Мансуре. Было решено, что король получит свободу при выплате половины выкупа, назначенного ранее, и отказе от Дамиетты. 8 мая 1250 года Людовик отплыл во Францию в сопровождении множества освобожденных военнопленных. Жуанвиль писал, что их было более 10 тысяч. Аль-Макризи писал о 12 тысячах освобождённых франков.

### Конфликт с Айюбидами
Новости об убийстве аль-Муаззама Тураншаха и инаугурации Шаджар ад-Дурр достигли Сирии. Сирийским эмирам было предложено выразить почтение Шаджар ад-Дурр, но они отказались, а наместник султана в Эль-Караке восстал против Каира. Сирийские эмиры в Дамаске сдали город аль-Насиру Юсуфу айюбидскому эмиру Алеппо, а мамлюки в Каире ответили арестом египетских эмиров, верных Айюбидам. Шаджар ад-Дурр отказался признать и аббасидский халиф Аль-Мустасим, правивший в Багдаде. По сообщениям более поздних арабских историков (аль Макризи, ас-Суюти, ибн Ильяс), хроники которых взаимосвязаны и не могут рассматриваться как разные свидетельства, Аль-Мустасим даже отправил сообщение из Багдада мамлюкам в Египте, в котором говорилось: «Если у вас нет ни одного мужчины, сообщите, и мы пошлём вам какого-нибудь из своих». Современные событиям источники (ибн Васил в Египте, Сибт ибн аль-Гаузи в Сирии) о письме не сообщают. Существует версия о том, что Шаджар ад-Дурр находилась в гареме Аль-Мутасима до того, как он подарил её Ас-Салиху. По этой версии, халиф не мог признать свою бывшую наложницу равной себе. Однако большее значение имел хадис, гласивший: Не преуспеет народ, делами которого руководит женщина. В Египте были и недовольные тем, что Шаджар ад-Дурр позволила Людовику IX уйти из Египта живым. Отказ халифа признать Шаджар ад-Дурр новым султаном был большой неудачей для мамлюков в Египте, поскольку в эпоху Айюбидов султан считался законным правителем лишь при признании халифом. По словам Василия Бартольда, «багдадский халиф в XIII в. был для мусульманской Азии тем же, чем был римский папа для католической Европы». Хотя Айюбиды правили как независимые монархи, в религиозном отношении они зависели от халифата Аббасидов. Не желая портить отношения с халифом, мамлюки решили поставить новым султаном Айбека. Он женился на Шаджар ад-Дурр, которая 30 июля формально отреклась от престола и передала ему трон. Таким образом, титул султана Шаджар ад-Дурр носила всего три месяца. Чтобы успокоить Айюбидов в Сирии, мамлюки назначили соправителем ребёнка (6 или 10 лет) из семьи Айюбидов по имени Аль-Шараф Муса . Шараф Музафер ад-Дин Муса был правнуком Аль-Камиля.
Также с целью угодить халифу и получить его признание, Айбек объявил, что он всего лишь представитель халифа Аббасидов в Багдаде. Однако Айюбидов это не удовлетворяло, что привело к вооруженным конфликты между мамлюками и Айюбидами. Халиф в Багдаде, занятый монголами, которые совершали набеги на территории недалеко от его столицы, хотел, чтобы конфликт между мамлюками в Египте и Айюбидами в Сирии был урегулирован мирным путем. Мамлюкские силы разгромили силы Айюбидов Сирии во всех сражениях. Благодаря переговорам и посредничеству халифа, мамлюки, имевшие военное превосходство, достигли соглашения с Айюбидами, которые отдали им контроль над южной Палестиной, включая Газу, Иерусалим и побережье Сирии. По этому соглашению мамлюки не только увеличили территорию своего султаната, но и получили признание своего государства. Помимо конфликта с Айюбидами Сирии, мамлюки успешно справлялись с восстаниями в Среднем и Верхнем Египте. В 1253 году серьезный мятеж, возглавляемый Хисеном аль-Дином Талабом в верхнем и среднем Египте, был разбит Актаем, лидером мамлюков-Бахритов. Затем Айбек, опасаясь растущей силы мамлюков Салихия (служивших ранее под началом Ас-Салиха Айюба), которые с Шаджар ад-Дурр сделали его султаном, убил их лидера Фариса ад-Дина Актая. Убийство Актая немедленно привело к бегству мамлюков-Салихийя в Сирию, где они присоединились к Айюбиду ан-Насиру Юсуфу. Среди тех мамлюков, которые бежали в Сирию, были Бейбарс и Калаун аль-Мансур. Другие бежали в Эль-Карак, Багдад и Сельджукский султанат. После того, как мамлюки-Салихийя, бывшие опорой Шаджар ад-Дурр, покинули Египет, положение Шардар ад-Дурр ухудшилось, поскольку она лишилась поддержки. Айбек стал единственным правителем Египта с неограниченной властью.

### Смерть
К 1257 году кризис в отношениях между Айбеком и Шаджар ад-Дурр достиг пика. Шаджар ад-Дурр не могла забыть, что Айбек получил титул султана благодаря женитьбе на ней, и претендовала на власть. Она утаивала от Айбека дела султаната. У Айбека была другая жена, известная под именем «Умм Али», мать его сына, аль-Мансура Али, который потом стал султаном. Шаджар ад-Дурр не считалась с желанием Айбека встречаться с его предыдущей семьёй и настояла, чтобы он развелся с первой женой. Айбек, которому необходимо было заключить союз с сильным правителем, чтобы справиться со сбежавшими в Сирию мамлюками, решил в 1257 году жениться на дочери Бадра ад-Дина Лулу, Айюбидского эмира Мосула. Ал-Васил писал, что Шаджар ад-Дурр решила убить Айбека и поставить на его место другого. По словам Аль-Макризи, Айбек планировал убить Шаджар ад-Дурр. Она чувствовала себя в опасности, считая, что Айбек её предал, и искала способы отомстить. Шаджар ад-Дурр связывалась с Насиром Юсуфом в Дамаске, отослала ему подарок и предложение стать её мужем после убийства Айбека. Насиф Юсуф не ответил, сочтя предложение ловушкой. Бадр ад-Дин Лулу предупредил Айбека, что такие контакты были, что Шаджар ад-Дурр связывалась с сирийскими Айюбидами.
В итоге Айбек, правивший Египтом семь лет, был убит слугами. Убийство описано аль-Василем. По его словам, Айбек каждый вторник играл в поло. 10 апреля 1257 года после игры он отправился в баню, где по приказу Шаджар ад-Дурр на него напали, сбили с ног и удушили.
Шаджар ад-Дурр послала за визирем Сафеддином Ибн Марзуком. Когда тот явился к цитадели, его провели через секретную дверь, и он увидел Шаджар ад-Дурр и мёртвого Айбека. Она рассказала ему, что произошло. Он испугался и не смог ничего ей посоветовать. Якобы он сказал: «Я не знаю, что делать. Вы попали в неприятную историю». Более позднее описание Аль-Макризи содержит рассказ о том, что Айбек позвал Шаджар ад-Дурр на помощь, когда слуги убивали его. Шаджар ад-Дурр пришла и приказала отпустить Айбека, но слуга по имени Мохсин аль-Йохри сказал ей: «Если мы отпустим его, он велит убить и вас, и нас». Шаджар ад-Дурр предлагала нескольким высокопоставленным мамлюкам стать султаном, но никто не согласился, опасаясь мамлюков Айбека. Она также пыталась убедить окружающих в том, что Айбек скоропостижно умер ночью, но его мамлюки, возглавляемые Кутузом, ей не поверили, а схваченные слуги под пытками признались в убийстве.
16 апреля Шаджар ад-Дурр и её слуги были арестованы. Мамлюки Айбека хотели её убить, но мамлюки Салихия её защитили и сопроводили в Красную башню Цитадели, где она и осталась. Мамлюки решили сделать султаном сына Айбека, 15-летнего Аль-Мансура Али. По слухам, последние часы жизни Шаджар ад-Дурр занималась тем, что размалывала в ступке свои драгоценности, чтобы они никому не достались. Ибн Васил не сообщает, как и когда Шаджар ад-Дурр умерла. По его словам, 28 апреля её обнажённый труп был найден лежащим во рву Цитадели. Слуги, участвовавшие в убийстве Айбека, были казнены. Помимо Мохсина аль-Йохри было казнено 40 слуг. Считается, что рабыни Аль-Мансура Али и его мать забили Шаджар ад-Дурр до смерти тяжёлыми деревянными туфлями. Это поздняя версия, она впервые встречается у сирийского летописца XIV века Киртаи; и пересказана аль-Макрзизи и Ибн Ийасом. По словам историка Ибн Ияса, Шаджар ад-Дурр протащили за ноги по земле и сбросили из окна обнажённой, лишь вокруг талии была обмотана ткань. Тело пролежало во рву три дня, пока однажды ночью с него не сорвали ткань, потому что она была шелковой, украшена жемчугом и пахла мускусом. По мнению немецкого историка Шрегле, сведения о том, что тело несколько дней лежало, терзаемое мародёрами и псами, во рву под Красной башней, являются позднейшей вставкой. Задача этого рассказа — усилить впечатление от страшной судьбы свергнутого правителя, чтобы подчеркнуть, что настоящая власть в руках Аллаха, а не земных правителей.
Шаджар аль-Дурр похоронили в построенном ею ранее каирском мавзолее — жемчужине исламской погребальной архитектуры. Внутри находится михраб (молитвенная ниша), украшенная мозаикой «древа жизни», выполненной специально привезёнными из Константинополя художниками.

## Титул и имя

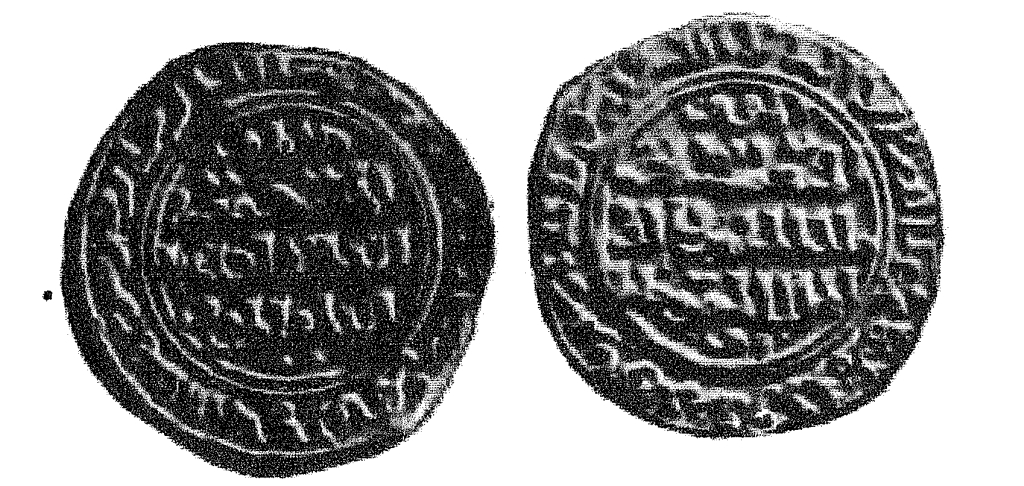
Динар Шаджар ад-Дурр.

Абу-ль-Фида называл её «Шаджар ад-Дурр», тогда как Макризи — «Шаджарат ад-Дурр».
Некоторые источники утверждают, что Шаджар ад-Дурр получила титул «султана» (араб. سلطانه‎, sulṭānah) — женскую форму титула «султан». Согласно изданию «The Cambridge History of Islam», это неверно, так как «женской формы слова, султана, не существует в арабском языке». Лакабом Шаджар ад-Дурр был «Асмат ад-Дин» (араб. عصمة الدين) — «хранительница веры».
От короткого правления Шаджар ад-Дурр осталась единственная монета, хранящаяся в Британском музее. На монете, как и в тексте хутбы и на указах, сохранились следующие титулы: аль-Мустасимия аль-Салихия Маликат аль-Муслимин валидат аль-Малик аль-Мансур Халил Амир аль-Муслимин (рабыня аль Мустасима, рабыня Ас-Салиха, правительница правоверных, мать царя аль Мансура Халила, эмира правоверных).

## Память

### Наследие

Перламутровое дерево в михрабе мавзолея.

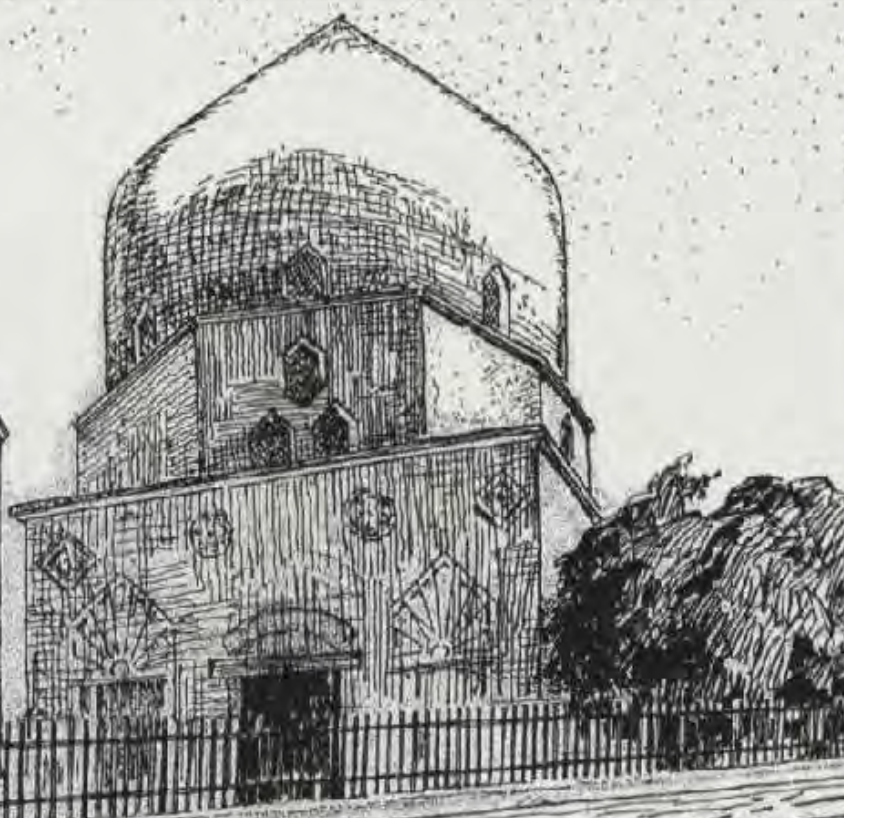
Мавзолей Шаджар ад-Дурр на рисунке 1914 года

Шаджар ад-Дурр возвела два мавзолея в 1250 году: один для своего супруга, второй для себя. Её имя означает «жемчужное дерево», поэтому в поэзии и архитектуре ей соответствует изображение дерева из перламутра. В мавзолее Шаджар ад-Дурр в михрабе, украшенном мозаикой из стекла, находится изображение дерева с перламутровыми листьями.

### Шаджар ад-Дурр в фольклоре
Шаджар ад-Дурр — персонаж фольклорной эпопеи «Сират аз-Захир Байбарс» («Жизнеописание султана аз-Захира Байбарса»). Это произведение насчитывает более тысячи страниц (издание, опубликованное в Каире в 1923 году, содержит более 15 000 страниц). «Сират аз-Захир Байбарс» была написана в Египте в раннюю мамлюкскую эпоху и окончательно завершена в раннюю османскую эпоху. Сюжет эпопеи представляет собой смесь фактов и вымысла, отражая увлечение простых египтян фигурами Байбарса и Шаджар ад-Дурр.
Согласно легенде, героиню зовут Фатма Шаджарат ад-Дурр, она — дочь халифа аль-Муктадира, правившего Багдадом; на его владения напали монголы. Её мать была рабыней, а имя она получила потому, что отец однажды подарил ей платье, вышитое жемчугом. По просьбе Шаджарат отец передал ей власть над Египтом. Салих Айюб, желая стать владыкой Египта, женился на ней.
Шаджарат полюбила посетившего её Байбарса как сына, а он называл её своей матерью. После смерти Салиха она вышла замуж за Айбека, но вскоре Айбек решил жениться на другой: «Клянусь Аллахом,— ответил Айбек, — ты прекрасней её и всех других, но ей всего четырнадцать лет». Оскорблённая Шаджарат ад-Дурр убила Айбека кинжалом, но, спасаясь от его сына, упала с крыши цитадели и погибла.

### Значение
Правление Шаджар ад-Дурр было непродолжительным, но ознаменовалось двумя важными событиями в истории:
- изгнанием Людовика IX из Леванта и поражением Седьмого крестового похода, что положило конец притязаниям крестоносцев на территорию Египта;
- концом династии Айюбидов и возникновением Мамлюкского султаната.

Аль-Макризи описал Шаджар ад-Дурр как первую из мамлюкских султанов-Бахритов (тюркского происхождения): «эта женщина, Шаджар ад-Дурр, была первой из турецких правителей-рабов, правивших Египтом». Лейн-Пул называет её первым султаном из мамлюков. Фильштинский писал: «Шаджар ад-Дурр была первой главой мамлюкского государства», «её пребывание на троне положило начало эпохе правления мамлюков».
Ибн Ийяс считал Шаджар ад-Дурр одной из Айюбидов. По словам Дж. Д. Фаге, «трудно решить, была ли эта королева (Шаджар ад-Дурр) последней из Айюбидов или первой из мамлюков, поскольку она была связана как с исчезающей династией, так и с династией, приходящей её на смену».
Лейн-Пул писал, что она закончила жизнь как Иезавель, несмотря на то, что спасла Египет.